# فرانکا والری
فرانکا والری (انگلیسی: Franca Valeri؛ ‏ زادهٔ ۳۱ ژوئیهٔ ۱۹۲۰ – درگذشته ۹ اوت ۲۰۲۰) بازیگر، نویسنده، و فیلم‌نامه‌نویس اهل ایتالیا بود.
از فیلم‌ها یا برنامه‌های تلویزیونی که وی در آن نقش داشته‌است، می‌توان به من، من، من… و دیگران، پائولو روبرتو کوتکینو مهاجم میانی موفق، پائولو روبرتو کوتکینو مهاجم میانی موفق، روشنایی‌های واریته، روکو و برادرانش، نشان ونوس، دو همسری، قهرمان زمان ما و پوکر در رختخواب اشاره کرد.